# John O'Hare
Pour les articles homonymes, voir O'Hare.
John O'Hare est un footballeur international écossais, né le 24 septembre 1946, à Renton, West Dunbartonshire. Évoluant au poste d'attaquant, il est particulièrement connu pour ses saisons sous la direction de Brian Clough, à Derby County et à Nottingham Forest, club où il remporte deux Coupes des champions.
Il compte 13 sélections pour 5 buts inscrits en équipe d'Écosse.

## Biographie

### Carrière en club
Natif de Renton, West Dunbartonshire, il ne joue jamais pour un club écossais mais passe la quasi-totalité de sa carrière dans le championnat anglais. Il débute avec Sunderland mais sa carrière ne décolle véritablement qu'après avoir signé en 1967 pour Derby County dans un transfert d'un montant de 20.000£. Il y est entraîné par Brian Clough, de qui il sera un des fidèles joueurs, le suivant dans ses différents clubs.
Lors de sa première saison à Derby County, il doit subir des critiques le cataloguant comme un attaquant puissant, mais lent et quelque peu pataud. Son entraîneur Brian Clough lui maintient toutefois sa confiance et dès sa deuxième saison fait taire les critiques et justifie de son achat, la paire d'attaque qu'il constitue avec Kevin Hector (en) étant très prolifique. Il participe ainsi pleinement à l'obtention du titre de champion d'Angleterre à l'issue de la saison 1971-72. Il est même nommé "joueur de l'année" par les supporteurs du club en 1970.
Il quitte Derby County pour suivre Brian Clough en 1974 à Leeds United lors de sa prise de fonction du club avant d'être renvoyé après à peine 44 jours. O'Hare, lui, y reste une moitié de saison, n'y jouant que 6 matches pour un seul but marqué. Il rejoint finalement de nouveau Brian Clough à Nottingham Forest en février 1975, dans un transfert comprenant aussi John McGovern d'un montant total de 130.000£ pour les deux joueurs.
À Nottingham Forest, il remporte un nouveau titre de champion d'Angleterre à l'issue de la saison 1977-78 ainsi que deux Coupe d'Europe des clubs champions en 1979 et 1980, même s'il ne joue pas lors de la finale de 1979.
En 1977-1978, O'Hare réalise une saison en Ligue nord-américaine, jouant 40 matches pour le Tornado de Dallas et y inscrivant 14 buts.
Depuis sa retraite sportive, il travaille toujours pour Nottingham Forest en tant qu'ambassadeur du club et hôte des loges VIP du City Ground, le stade du club.

### Carrière internationale
John O'Hare reçoit 13 sélections en faveur de l'équipe d'Écosse. Il joue son premier match le 18 avril 1970, pour une victoire 1-0, au Windsor Park de Belfast, contre l'Irlande du Nord en British Home Championship, match au cours duquel il est buteur. Il reçoit sa dernière sélection le 24 mai 1972, pour une victoire 1-0, à l'Hampden Park de Glasgow, contre le Pays de Galles en British Home Championship. 
Il inscrit 5 buts lors de ses 13 sélections, dont l'un lors de son premier match. À chaque fois qu'il marque, l'équipe d'Écosse s'impose. Ses 5 buts constituent à chaque fois l'ouverture du score de son équipe, tandis que 3 d'entre eux constituent le but décisif (victoire 1-0 de l'équipe).
Il participe avec l'Écosse aux éliminatoires de l'Euro 72 et aux British Home Championships de 1970, 1971 et 1972. 

#### Buts internationaux
| no | Date             | Lieu                        | Adversaire      | Évolution | Score final | Compétition                |
| -- | ---------------- | --------------------------- | --------------- | --------- | ----------- | -------------------------- |
| 1  | 18 avril 1970    | Windsor Park, Belfast       | Irlande du Nord | 1-0       | 1-0         | British Home Championship  |
| 2  | 11 novembre 1970 | Hampden Park, Glasgow       | Danemark        | 1-0       | 1-0         | éliminatoires de l'Euro 72 |
| 3  | 13 octobre 1971  | Hampden Park, Glasgow       | Portugal        | 1-0       | 2-1         | éliminatoires de l'Euro 72 |
| 4  | 10 novembre 1971 | Pittodrie Stadium, Aberdeen | Belgique        | 1-0       | 1-0         | éliminatoires de l'Euro 72 |
| 5  | 26 avril 1972    | Hampden Park, Glasgow       | Pérou           | 1-0       | 2-0         | match amical               |

## Palmarès
- Derby County :
  - Champion d'Angleterre en 1971-72
  - Champion de division 2 en 1968-69
  - Vainqueur de la Texaco Cup en 1972
  - Vainqueur de la Watney Cup (en) en 1970

- Nottingham Forest :
  - Vainqueur de la Coupe d'Europe des clubs champions en 1979 et 1980
  - Vainqueur de la Supercoupe de l'UEFA en 1979
  - Champion d'Angleterre en 1977-78
  - Vainqueur de la Coupe de la Ligue anglaise en 1978 et 1979
  - Vainqueur du Charity Shield en 1978
  - Vainqueur de la Coupe anglo-écossaise en 1977